# André Moritz
André Moritz (Florianópolis, 6 agosto 1986) è un ex calciatore brasiliano, di ruolo centrocampista.

## Caratteristiche tecniche
Trequartista, può giocare come ala su entrambe le fasce.

## Carriera
Nel 2015 torna in prestito al Mumbai City, nella Indian Super League, ma dopo solo una partita fa ritorno al Pohang Steelers per motivi personali.

## Palmarès

### Club

#### Competizioni internazionali
- Coppa Libertadores: 1

Internacional: 2006
- Mondiale per club: 1

Internacional: 2006